# 藍后夜蛾
藍后夜蛾（学名：Trisuloides caerulea）为隆蛾科后夜蛾屬下的一个种。